# Asphondylia lathyri
Asphondylia lathyri är en tvåvingeart som beskrevs av Rubsaamen 1914. Asphondylia lathyri ingår i släktet Asphondylia och familjen gallmyggor. Inga underarter finns listade i Catalogue of Life.